# Huygens Instituut voor Nederlandse Geschiedenis
Het Huygens Instituut voor Nederlandse Geschiedenis en Cultuur is een instituut van de Koninklijke Nederlandse Akademie van Wetenschappen (KNAW), gesticht op 1 januari 2011. Het instituut onderzoekt teksten en bronnen uit het verleden van Nederland. Daarvoor ontwikkelt het computationele methoden en technieken, dus met gebruik van computers. Het is vernoemd naar de 17e-eeuwse staatsman en dichter Constantijn Huygens en diens zoon, de wis-, natuur- en sterrenkundige Christiaan Huygens.

## Samenstelling
Het instituut is met ongeveer honderd medewerkers het grootste geesteswetenschappelijke onderzoeksinstituut van Nederland. Deze onderzoekers hebben een uiteenlopende achtergrond en werken vaak samen met universiteiten. Het Huygens ING is ontstaan uit een samenvoeging van het Huygens Instituut (onderdeel van de KNAW) en het Instituut voor Nederlandse Geschiedenis (van NWO). Het instituut was tussen 2011 en 2016 gevestigd in het gebouw van de Koninklijke Bibliotheek in Den Haag. Per oktober 2016 is het Huygens Instituut samen met het Meertens Instituut gehuisvest in het Spinhuis in Amsterdam.

## Geschiedenis

### ING
De geschiedenis van het ING gaat terug tot 1902. Toen stelde de Nederlandse regering een commissie in met als taken het uitgeven van historische bronnen: de Commissie van Advies voor 's Rijks Geschiedkundige Publicatiën (RGP). Sinds 1910 werd de commissie ondersteund door een eigen bureau. Na een aantal tussenstappen werd dit bureau in 1989 als Instituut voor Nederlandse Geschiedenis onderdeel van de NWO. 

### Huygens Instituut
Het Huygens Instituut werd in 1992 opgericht als Constantijn Huygens Instituut voor tekstedities en intellectuele geschiedenis. Naast het Bureau Basisvoorziening Tekstedities ging een aantal al lange tijd bestaande commissies en mini-instituutjes van de KNAW (het Grotius Instituut en het Secretariaat Erasmuseditie) plus een NWO-project op in dit instituut. In 2005 werd de afdeling Neerlandistiek van het opgeheven Nederlands Instituut voor Wetenschappelijke Informatiediensten (NIWI) aan het instituut toegevoegd en veranderde het zijn naam in Huygens Instituut.

## Websites
Op de website staan links naar verschillende subsites van de organisatie:
- Historici.nl, een internetportaal voor wie geïnteresseerd is in de Nederlandse geschiedenis. Hier vinden bezoekers historische bronnen, een overzicht van het belangrijkste historische nieuws en aankondigingen van congressen en andere bijeenkomsten. De website wordt beheerd in samenwerking met het KNHG.[1]
- Textualscholarship.nl, bedoeld voor iedereen die zich bezighoudt met het (digitaal) editeren, publiceren en analyseren van bronnen en teksten in de ruimste zin van het woord. De website biedt onder andere toegang tot edities, informatie over hulpmiddelen, achtergrondinformatie, praktische aanwijzingen en opinies.[2]
- Het Digitaal Wetenschapshistorisch Centrum,[3] een portal met informatie en nieuws over wetenschapsgeschiedenis. De site biedt een scala aan informatie en de toegang tot een aantal bronnen, waaronder het historisch ledenbestand van de KNAW[4] en de Digital Library[5], waarin alle KNAW-publicaties tot 1950 zijn verzameld.
- Bibliografie van de Nederlandse taal- en literatuurwetenschap die Nederlandse, Vlaamse en buitenlandse titels van publicaties over Nederlandse taal- en letterkunde bevat uit de periode 1940 tot heden (dus geen primaire literatuur), waar mogelijk met een link naar de digitale volledige teksten. De nieuwe versie werd in 2008 in gebruik genomen.[6]
- De Digitale Bibliografie Nederlandse Geschiedenis, waarop publicaties geplaatst worden die de Nederlandse geschiedenis toegankelijk maken. In deze verzameling staan beschrijvingen van boeken, tijdschriften, artikelen en online publicaties, afkomstig uit verschillende Nederlandse collecties.[7]
- Het Biografisch Portaal van Nederland (kortweg: BioPort), dat biografische informatie uit diverse gedigitaliseerde collecties en databanken bevat. Er is beknopte informatie te vinden over meer dan 70.000 personen uit de Nederlandse geschiedenis, van de vroegste tijden tot heden. Het gaat om mensen die in Nederland zijn geboren of er actief zijn geweest. Nog levende personen worden níet in het Biografisch Portaal opgenomen. Iedere persoon in het Biografisch Portaal heeft een eigen 'persoonspagina' met kerngegevens. Die persoonspagina's linken door naar digitale informatie over de desbetreffende persoon, zoals korte levensbeschrijvingen, archivalia, literatuur en afbeeldingen. Deze website is in 2010 in gebruik genomen en nog in ontwikkeling.[8]